# Brigade of Gurkhas (British Army)
Die Brigade of Gurkhas ist ein Verband der British Army, dem alle Einheiten mit nepalesischen Soldaten, den Gurkhas, unterstehen. Sie ist kein operativer Großverband, sondern für administrative Aufgaben wie Rekrutierung, Ausbildung und Betreuung verantwortlich. Das Hauptquartier der Brigade befindet sich seit 1997 in Camberley in der Grafschaft Surrey.

## Geschichte
siehe Geschichte der Gurkhas
Die Geschichte der Gurkhas als Soldaten begann mit dem Gurkha-Krieg (1814–1816) zwischen der Britischen Ostindien-Kompanie und dem Königreich Gorkha im heutigen Nepal. Der Befehlshaber, der indische Generalgouverneurs Francis Hastings, warb Deserteure des Königreiches an, um die Verluste in seinen bestehenden Bataillonen aufzufüllen. Im Verlauf des Krieges wurden eigenständige Gurkha-Einheiten aufgestellt. Seitdem gilt 1815 als Gründungsdatum der Gurkhas. Während des Krieges hatten sich die Gurkhas als wertvolle Kämpfer erwiesen, so dass die Britische Ostindien-Kompanie nach dem Krieg weitere Gurkhas anwarb und Verbände aufstellte. Mit Auflösung der Britischen Ostindien-Kompanie 1858 wurden die Gurkhas in die British Indian Army übernommen. Bei der Teilung Indiens wurden sechs Regimenter von der indischen Armee übernommen, vier Infanterieregimenter wurden zum 1. Januar 1948 Teil der British Army. Das
- 2nd King Edward VII’s Own Gurkha Rifles (The Sirmoor Rifles)
- 6th Queen Elizabeth’s Own Gurkha Rifles
- 7th Duke of Edinburgh’s Own Gurkha Rifles
- 10th Princess Mary’s Own Gurkha Rifles

formten die Brigade of Gurkhas der britischen Armee. Der erste Stationierungsort war Malaya. Dort waren sie an der Niederschlagung von Unruhen sowie der Bekämpfung der Guerillatätigkeiten im Norden des Landes beteiligt. Nach der Gründung des Staates Malaysia unterstützten sie diesen bei der Konfrontasi mit Indonesien.
Nach der Beendigung des Konfliktes im Jahre 1969 wurden die Gurkha-Einheiten nach Hongkong verlegt und übernahmen dort Sicherheitsaufgaben.
Während des Zypernkonflikts wurde ein Bataillon nach Dekelia entsandt.
Im Falklandkrieg 1982 wurde das 1. Bataillon des 7th Duke of Edinburgh’s Own Gurkha Rifles hauptsächlich als Reserve und zur Sicherung eingesetzt. Einzige größere Operation war die Einnahme von Mount William am 14. Juni 1982.
In der Vorbereitung der Übergabe der Kolonie Hongkong an China wurden zum 1. Juli 1994 die vier Infanterieregimenter der Gurkhas zu einem Regiment, den The Royal Gurkha Rifles (RGR), vereinigt. Das Infanterieregiment bestand zuerst aus drei Bataillonen und wurde 1997 auf zwei Bataillone verkleinert.
Im Jahr 2019 begann die Wiederaufstellung des 3. Bataillon der RGR, um als fünfte Einheit in der für die Ausbildung fremden Militärs zuständigen Specialised Infantry Group zu agieren. Die Bataillonsbildung wurde 2021 angehalten, aber seine beiden Kompanien als Teile des zur Army Special Operations Brigade umgewidmeten Verbandes beibehalten.

## Organisation

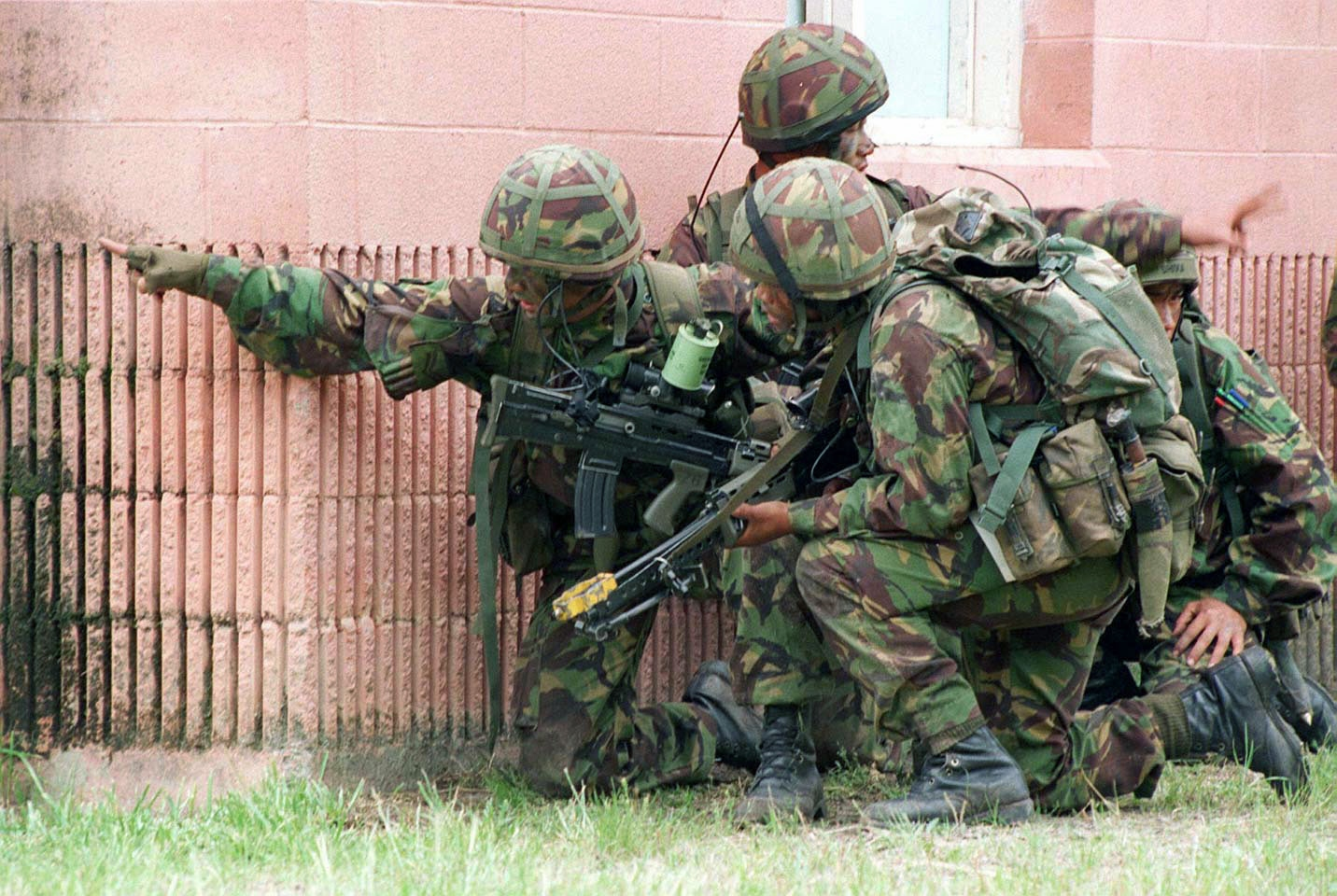
Gurkhas bei einer Übung in den Vereinigten Staaten

Die einzelnen Einheiten und Verbände sind operativ verschiedenen Großverbänden und Abteilungen der British Army zugeordnet.
- The Royal Gurkha Rifles (RGR) als Regiment leichter Infanterie mit Hauptquartier in Camberley mit[8]
  - 1st Battalion RGR, stationiert im Shorncliffe Army Camp, Luftsturminfanterie in der 16 Air Assault Brigade
  - 2nd Battalion RGR, stationiert in Brunei, spezialisiert auf Dschungelkampf
  - F („Falklands“) Company und G („Coriano“) Company, stationiert in der Garnison Aldershot, Army Special Operations Brigade
- The Queen’s Gurkha Signals als Fernmelderegiment mit dem Hauptquartier in Bramcote, Grafschaft Nottinghamshire[9] mit
  - 246. Gurkha Signal Squadron als Teil des 2. Signal Regiment, stationiert in York
  - 247. Gurkha Signal Squadron als Teil des 16. Signal Regiment, stationiert in Stafford
  - 248. Gurkha Signal Squadron als Teil des 22. Signal Regiment, stationiert in Stafford
  - 249. Gurkha Signal Squadron, stationiert in Bulford
  - 250. Gurkha Signal Squadron zur Unterstützung des Commander Joint Forces Operation (CJFO), stationiert in Bramcote
  - Brunei Signal Troop
  - Nepal Signal Troop
- The King’s Gurkha Artillery als Artillerieregiment mit dem Hauptquartier in Larkhill, Grafschaft Wiltshire[10]
- 10. The Queen’s Own Gurkha Logistic Regiment in Aldershot, Grafschaft Hampshire[11]
- The Queen’s Gurkha Engineers als Pioniere mit dem
  - 69. Gurkha Field Squadron und
  - 70. Gurkha Field Support Squadron als Teil des 36. Engineer Regiment der britischen Armee in Maidstone, Grafschaft Kent[12].
- The Band of the Brigade of Gurkhas als Militärmusikkapelle in Folkestone, Grafschaft Kent[13]
- Gurkha Staff and Personnel Support (GSPS) Company für die Personalverwaltung der Gurkhas[14]
- Gurkha Company am Infantry Training Centre (ITC) Catterick für die Grundausbildung der Rekruten[15].
- British Gurkhas Nepal (BGN) mit dem Hauptquartier in Jawalakhel im Distrikt Lalitpur ist für die Rekrutierung und Auswahl neuer Soldaten sowie für die Betreuung ehemaliger Gurkhas in Nepal verantwortlich[16].
- Zudem gibt es noch zwei unabhängige Einheiten[7], die für die Gegnerdarstellung bei der Ausbildung eingesetzt werden
  - Gurkha Company (Sittang) an der Royal Military Academy Sandhurst
  - Gurkha Wing (Mandalay) an der Infantry Battle School, Brecon.

## Anwerbung und Ausbildung

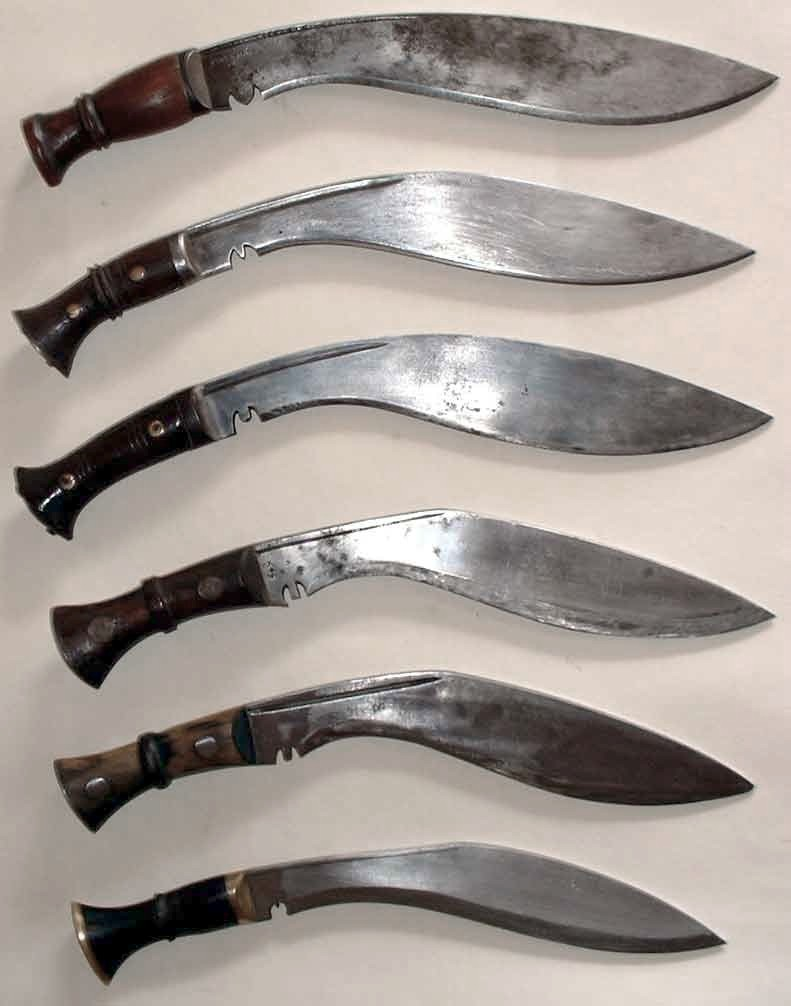
Verschiedene Modelle von Khukuris der britischen Armee

Bewerber für die Brigade müssen mindestens 17 Jahre alt und nepalesische Staatsangehörige sein. Zudem müssen sie über einen Schulabschluss verfügen. Ehemalige Offiziere und Unteroffiziere der Gurkhas ziehen als Werber durch Nepal und informieren potentielle Bewerber über die Aufnahmemodalitäten und führen eine Vorauswahl durch. Die zentrale Auswahl und Tests finden im British Gurkha Camp in Pokhara statt. Dort werden jährlich die über 400 Rekruten für die Brigade of Gurkhas und die 120 Anwärter für die singapurische Polizei ausgewählt. Bekannt ist der sogenannte Doko-Lauf. Bewerber müssen fünf Kilometer mit einem mit Steinen gefüllten 25 kg schweren Korb auf dem Rücken bergaufwärts laufen. Bewerber, welche ausgewählt wurden, haben eine Verpflichtung für 12 Jahre zum Dienst in der britischen Armee einzugehen.
Die Ausbildung zum Gurkha dauert insgesamt 37 Wochen. Sie beinhaltet Sprachausbildung in Englisch, kulturelle Orientierung und Verhaltensregeln in Großbritannien sowie die kombinierte Grund- und Infanterieausbildung der britischen Armee am Infantry Training Centre (ITC) in Catterick. Ausbilder sind Gurkhas der Gurkha Company des zweiten Ausbildungsbataillons mit Unterstützung des Learning Development Wing für die Sprachausbildung in Englisch.
Das Führungspersonal der Gurkhas kommt zu einem Teil aus den erfahrenen Unteroffizieren der Brigade, die als sogenannter Direct Entry oder Late Entry ihr Offizierspatent erhalten, zum anderen Teil können britische Offiziere eine Verwendung innerhalb der Brigade erhalten. Um die besonderen kulturellen Eigenheiten ihrer Untergebenen kennenzulernen, werden die britischen Offiziere in einem viermonatigen Aufenthalt, einschließlich Sprachausbildung, in Nepal auf ihre Verwendung vorbereitet.

## Status
Die Gurkhas sind nepalesische Staatsangehörige in den britischen Streitkräften. Sie sind damit Angehörige dieser Armee und nach dem Völkerrecht Kombattanten und keine Söldner. In der Vergangenheit waren die nepalesischen Angehörigen der Brigade, aufgrund des vorherigen Status als Kolonialtruppe, in vielen Bereichen gegenüber britischen Soldaten benachteiligt. Sie wurden schlechter besoldet, durften nur in dieser Brigade dienen, und es wurde erwartet, dass sie nach ihrer Dienstzeit nach Nepal zurückkehren. Mit Verlegung der Brigade nach Großbritannien wurde diese Benachteiligung zur öffentlichen Kontroverse. Dies führte nach einem Gerichtsurteil zu einer weitergehenden Reform des Status. Seitdem sind Gurkhas den britischen Soldaten weitgehend gleichgestellt, es werden nepalesische Frauen aufgenommen, sie erhalten gleichen Sold und die gleichen Pensionsansprüche.
Nach vier Jahren Dienst in der Brigade of Gurkhas können sie in allen anderen Einheiten der britischen Streitkräfte dienen mit den entsprechenden Aufstiegsmöglichkeiten. Nach der Entlassung erhalten sie ein Daueraufenthaltsrecht in Großbritannien.